# Українсько-білоруські переговори про державний кордон 1918

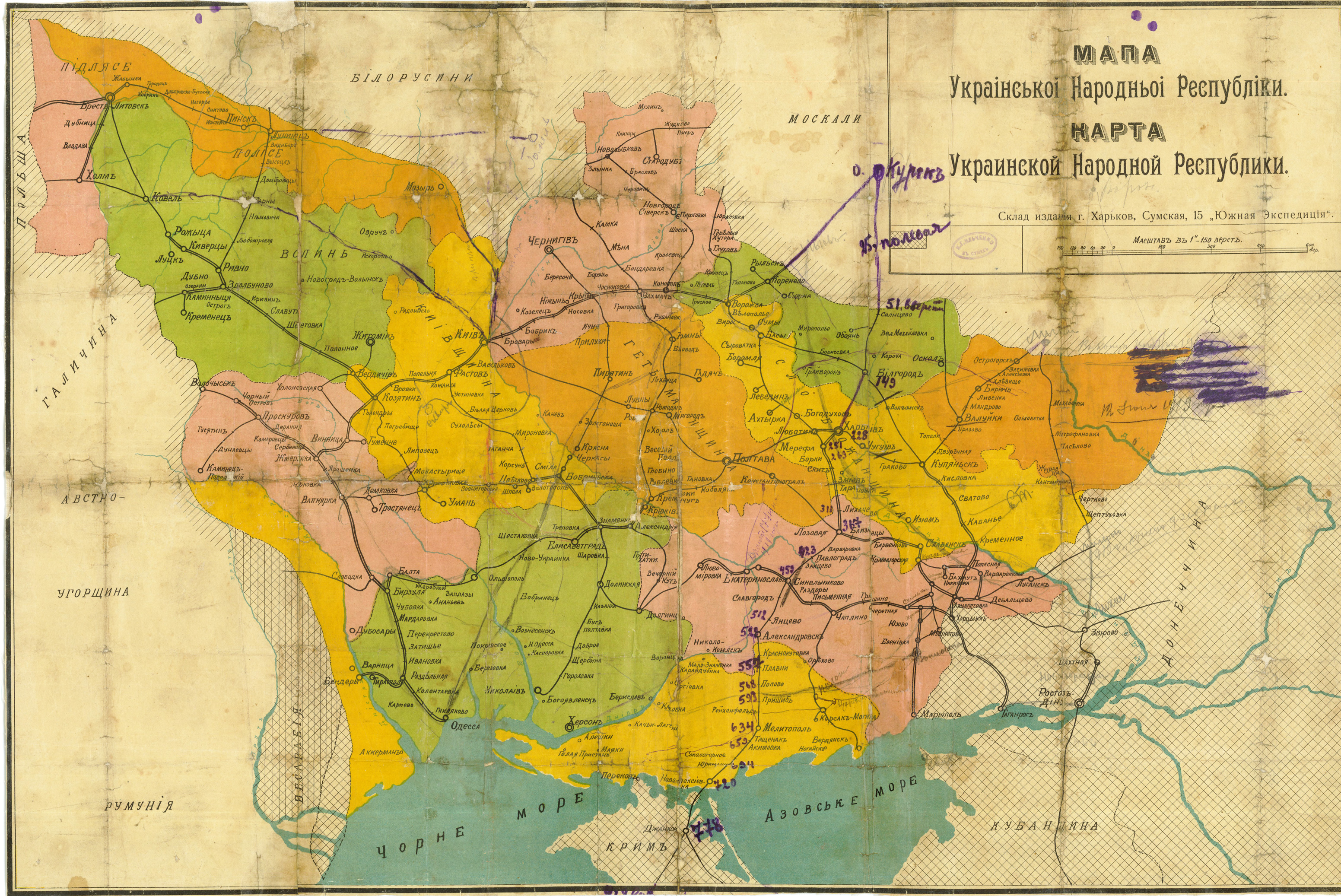
Вигляд із українського боку невпорядкованого білорусько-українського кордону станом на 1918 рік

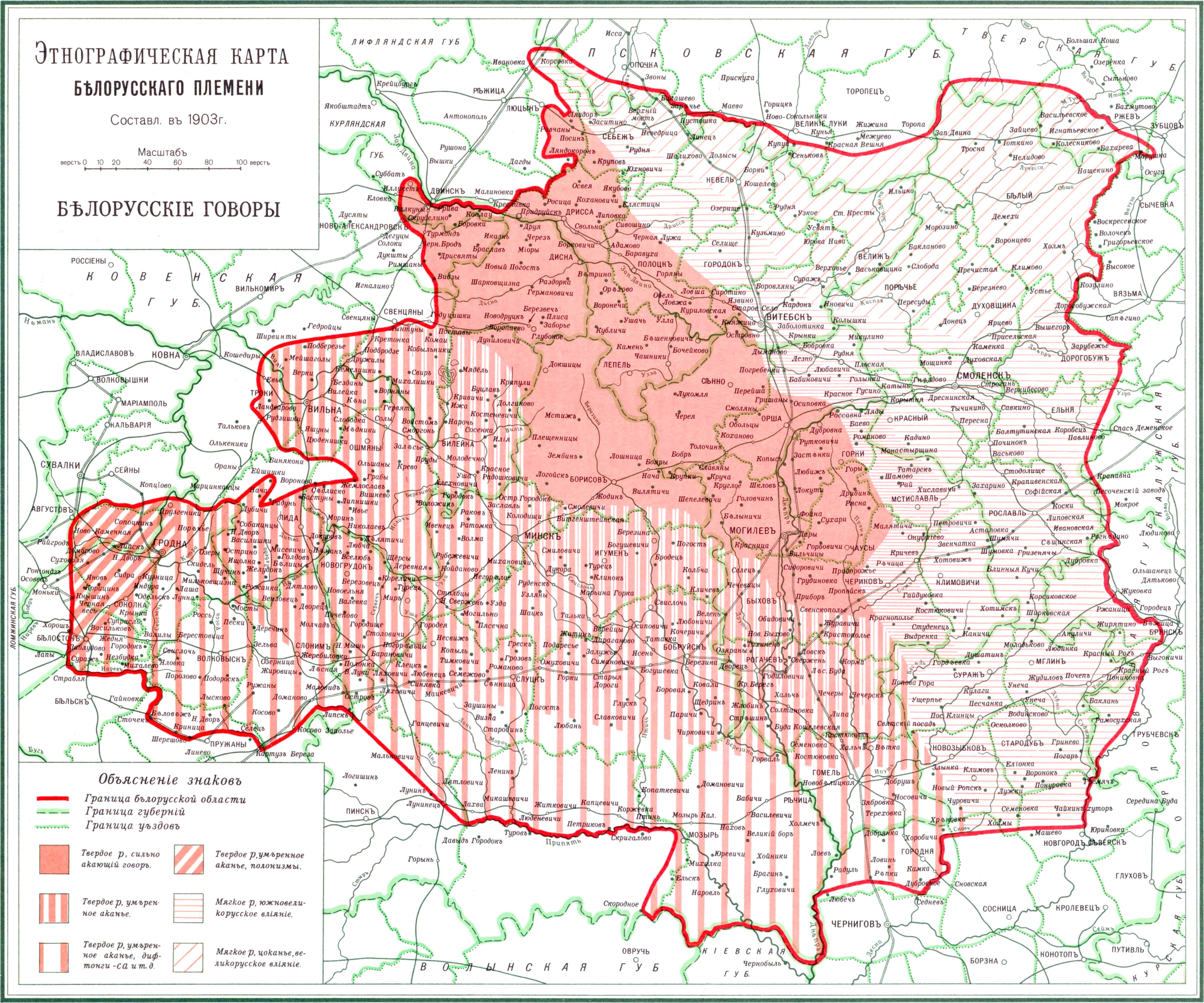
Етнографічна карта білорусів професора Ю. Ф. Карського (1903 р.), якою керувалася делегація БНР на білорусько-українських переговорах

Карта розселення українців і поширеності української мови на початку ХХ ст. за даними переписів 1897 і 1926 рр.

Українсько-білоруські переговори про державний кордон 1918 — двосторонні перемовини в Києві у квітні 1918 року, викликані територіальною проблемою через тогочасну відсутність чіткого кордону між Білоруссю та Україною. Закінчилися безрезультатно, не привівши до делімітації кордону.

## Історія
Переговори зумовило прагнення Народного секретаріату (уряду) Білоруської Народної Республіки (БНР), проголошеної 3-ю Статутною грамотою Ради БНР 25 березня 1918 незалежною державою, домогтися міжнародного визнання й перегляду північно-західного кордону Української Народної Республіки, визначеного 2-ю статтею основного тексту Берестейського мирного договору УНР із державами Четверного союзу 9 лютого 1918. Того самого дня Рада БНР сформувала дипломатичну делегацію на чолі з істориком О. Цвікевичем, що, прибувши в Київ 10 квітня 1918, сповістила Раду народних міністрів УНР про зміни в статусі Білорусі й попрохала призначити комісію від МЗС УНР для спільного розроблення й укладення договору про державні кордони між обома республіками. На пропозицію голови Ради народних міністрів УНР Всеволода Голубовича уряд УНР ухвалив зняти з обговорення питання юридичного визнання БНР, одночасно повідомивши делегацію Цвікевича, що нічого «принципово не має проти… і буде вживати заходів до переведення цієї справи в життя законним шляхом»; для переговорів і підписання угоди про міждержавний кордон було сформовано делегацію на чолі з членом ревізійної комісії Української Центральної Ради Анастасієм Ліхнякевичем. Цвікевич запропонував визначення лінії кордону «на основі етнографічного розселення обох народів», у випадку необхідності цей принцип міг доповнюватися економічною і географічною доцільністю; водночас голова білоруської делегації заявив про невизнання Берестейського мирного договору РСФРР з державами Четвертного союзу 4 березня 1918 і під приводом відсутності білоруських делегатів на Берестейській мирній конференції поставив під сумнів входження до складу УНР Берестейського, Кобринського і частин Більського та Пружанського повітів Гродненської губернії (Берестейська земля). Українська делегація, опираючись на засади міжнародного права, наголосила, що кордон УНР на захід від Вигонівського озера не підлягає перегляду з огляду на його міжнародно-договірне оформлення, а як вихідну точку на сході на пленарному засіданні 20 квітня 1918 запропонувала повітовий центр Чернігівської губернії Мглин (нині місто Брянської області РФ). Істотні розбіжності виявилися і під час розгляду кордону по Прип'ятському басейну: радник делегації УНР Т. Петрівський, посилаючись на російські та німецькі діалектологічні карти, стверджував, що за етнографічним принципом він має проходити на північ від Прип'яті, а Цвікевич доводив, що Прип'ятський басейн «належить етнографічно до Білорусі» і володіння ним для БНР «з огляду економічного є… питанням життя і смерті».
Ліхнякевич пояснив, що «залізниця Пінськ—Гомель мусить бути українською» з військово-стратегічного погляду: «Коли б Україна знала, що її сусідом навічно буде Білорусь, ми, може, сказали б що інше»; що ж до білоруського населення Прип'ятського басейну, Речиці та Гомельщини Ліхнякевич нагадав, що йому не загрожує асиміляція, оскільки «на Україні узаконена персонально-національна автономія». У білоруських делегатів не знайшлося вагомих заперечень, тому вони погоджувалися тимчасово передати в користування Києву залізницю Берестя (нині місто в Білорусі) — Брянськ (нині місто в РФ). На засіданні 21 квітня 1918 Ліхнякевич зазначив, що власне факт проведення двосторонніх переговорів свідчить про фактичне визнання Києвом Білоруської Народної Республіки, але офіційно це можливо лише після порозуміння із союзниками — Центральними державами, передовсім Німеччиною, чиї війська окупували Білорусь. Тоді наступного дня секретар делегації БНР Симон Рак-Михайловський під приводом відсутності кворуму (очікувалося прибуття як експерта професора-історика М. Довнар-Запольського) відмовився від ведення переговорів, але висловив прохання «всіма засобами» посприяти участі білоруських представників в українсько-російських мирних переговорах, що планувалися тоді в Курську (нині місто в РФ). Зрештою, з огляду на бажаний спільний дипломатичний виступ делегацій обох народних республік, білоруська сторона пішла на певні поступки в запропонованому нею проєкті «Прелімінарного договору між УНР і БНР у питанні про державні межі». 
Уряд гетьмана Павла Скоропадського відмовився поновити переговори про державний кордон; натомість 14 серпня 1918 Рада Міністрів Української Держави під головуванням М. Василенка постановила прилучити Гомельський повіт до Чернігівської губернії, а «повіти Річицький, Пінський і Мозирський об'єднати в осібну Поліську округу з адміністративним центром у Мозирі».